# 29650 Toldy
29650 Toldy (1998 WR6) là một tiểu hành tinh vành đai chính được phát hiện ngày 23 tháng 11 năm 1998 bởi Adrián Galád và Peter Kolény ở Modra.